# Peräpohjola-Dialekte

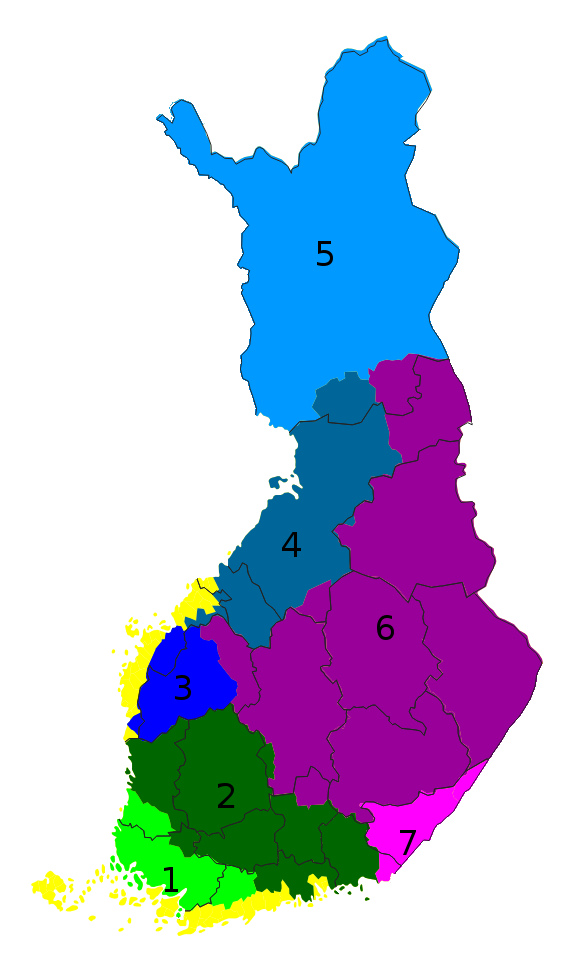
Verbreitungsgebiet der Peräpohjola-Dialekte (Nummer 5)

Die Peräpohjola-Dialekte (fin. peräpohjalaiset murteet) bilden eine Gruppe von Dialekten der finnischen Sprache. Sie werden zu den westfinnischen Dialekten gezählt, weisen aber, wie auch die mittel- und nordösterbottnischen Dialekte, Einflüsse aus den ostfinnischen Dialekten auf.
Das Sprachgebiet dieser Dialekte umfasst im Wesentlichen das Gebiet der finnischen Provinz Lappland. Darüber hinaus zählen aber auch die finnischsprachigen Gebiete in Nordschweden westlich des Grenzflusses Torne älv (schwed.), bzw. Tornionjoki (fin.), sowie die Dialekte der Finnen in der nordnorwegischen Finnmark (fin. Ruijan suomalaiset) zu diesem Dialektgebiet. In einer Feingliederung lassen sich diese Mundarten noch in fünf Untergruppen aufteilen.

## Sprachliche Merkmale
Einige wichtige Merkmale, die die Peräpohjola-Dialekte von anderen Mundarten, sowie der Standardsprache unterscheiden sind:
- Ein standardsprachliches d, das das Produkt des Stufenwechsels zu t darstellt (zum Beispiel Nominativ Singular vuosi 'Jahr' mit einem Lautwandel *-ti > -si, vgl. den Partitiv vuotta ~ Genitiv Singular vuoden; Nom. Sg. pata 'Topf' ~ Gen. Sg. padan; Infinitiv soutaa 'rudern' ~ 1. Person Singular Präsens soudan 'ich rudere'), erscheint wie in den ostfinnischen, sowie den mittel- und nordösterbottnischen Dialekten als j, v oder als ausgefallen. Das heißt, ein standardsprachliches vuoden erscheint als vuojen, ein soudan als souvan, ein padan als paan.
- Standardsprachliches ts erscheint als tt, das nicht dem Stufenwechsel unterliegt, also zum Beispiel standard-finnisches (std.-fin.) metsä 'Wald' ~ metsän 'des Waldes' entspricht ein mettä ~ mettän.
- Im westlichen Teil dieses Dialektgebietes sind anlautende Konsonantengruppen möglich, zum Beispiel klasi 'Glas' im Gegensatz zu östlichem, bzw. standardsprachlichem lasi.
- Es können Sprossvokale auftreten, um Konsonantencluster aufzubrechen. So korrespondiert std.-fin. vanha 'alt' mit dialektalem vanaha, oder std.-fin. ihminen 'Mensch' mit ihiminen.
- Standardsprachliches v kann vor oder hinter Labialvokalen ausfallen, zum Beispiel heonen statt hevonen 'Pferd' oder hyä statt hyvä 'gut'.